# Leonard Küßner

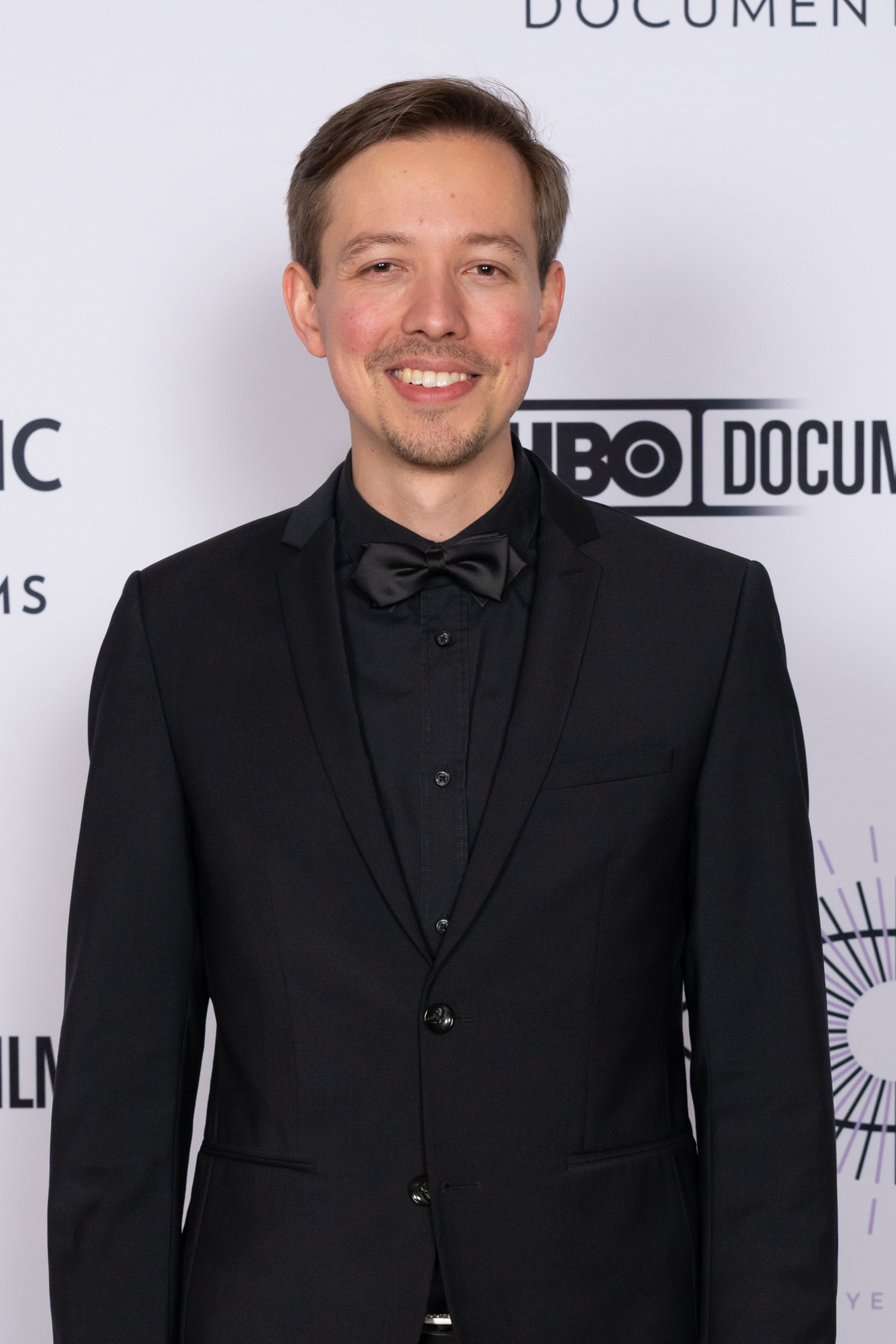
Leonard Küßner bei den Cinema Eye Honors Awards in New York City (2024)

Leonard Küßner (* 23. November 1993 in Gengenbach) ist ein deutscher Komponist und Orchestrator.

## Leben
Leonard Küßner wurde im Jahr 1993 in Gengenbach geboren und wuchs in Offenburg auf. Im Alter von sieben Jahren erhielt er seinen ersten Kompositionsunterricht, begleitet von der Instrumentalausbildung auf dem Klavier, klassischen Schlagwerk sowie in Musiktheorie. Nach dem Abitur studierte er von 2014 bis 2017 Filmmusik und Sounddesign bei Matthias Raue an der Filmakademie Baden-Württemberg in Ludwigsburg. Workshops und Aufnahmen an der Popakademie Baden-Württemberg, der Musikhochschule Mannheim unter Joerg Reiter sowie Seminare bei Florian Sitzmann (Söhne Mannheims) und Orchestereinspielungen vertieften seine Ausbildung.
Leonard Küßner lebt und arbeitet in Berlin.

## Wirken
Leonard Küßners kompositorisches Schaffen widmet sich unterschiedlichen Genres. Diese umfassen klassische Werke für Orchester, Kammermusik und Lied sowie Filmmusik und Kompositionen für zeitgenössischen Tanz und Theater. Seine Konzertmusik wird der spätromantischen Tonsprache zugeordnet, welche durch zeitgenössische Elemente erweitert wird.
Als Komponist erfolgten Einspielungen und Konzerte durch das Deutsche Filmorchester Babelsberg, die Slowakische Philharmonie, die Straßburger Philharmoniker, das Philharmonische Orchester Freiburg, das Orchester der Ludwigsburger Schlossfestspiele, die Deutsche Philharmonie Merck sowie das Slovak Sinfonietta Orchestra. Er arbeitete mit Dirigenten wie Jörg Iwer, Johannes Vogel, Delyana Lazarova, Miguel Sepúlveda, Pietari Inkinen, Markus Huber, Jason Weaver und Gaudens Bieri zusammen.
Seine Theatermusik zu E. T. A Hoffmanns Der Goldne Topf feierte 2018 am Theater Freiburg Premiere. Aufführungen seiner Werke fanden unter anderem am Staatstheater Darmstadt, im E-Werk Freiburg, im Palais Universitaire Strasbourg sowie bei den internationalen Filmfestspielen von Cannes statt.
Zum Anlass der Uraufführung seines Solokonzertes Zeitenwende für Altsaxophon und Orchester 2024 arbeitete Küßner mit dem Moderator Juri Tetzlaff zusammen, welcher eine eigens für diesen Tag geschaffene Fassung des Stückes für Kinder konzipierte und gemeinsam mit dem Orchester und der Solistin Hannah Koob aufführte.
Für seine Filmmusik zu Friedemann Vogel – Verkörperung des Tanzes kreierte Küßner in Zusammenarbeit mit dem deutschen Balletttänzer Friedemann Vogel und dem kanadischen Choreografen Guillaume Côté die Musik "Cadavre Exquis" zur gleichnamigen Choreografie im Film.
Im Jahr 2022 komponierte Küßner die Filmmusik zu Wim Wenders Film Anselm – Das Rauschen der Zeit über den deutschen Maler und Bildhauer Anselm Kiefer. Neben der instrumentalen Filmmusik vertonte er hierfür Texte von Paul Celan und Ingeborg Bachmann für Orchester, Sopran und Mezzosopran. Für seine Arbeit an Anselm – Das Rauschen der Zeit gewann er den Dokumentarfilmpreis „Best Original Music Score“ bei den 39. IDA Documentary Awards 2023, die von der International Documentary Association in Los Angeles vergeben werden und wurde 2024 für die Cinema Eye Honors Awards in New York City in der Kategorie "Outstanding Original Score" nominiert.

## Werke (Auswahl)

### Orchesterwerke
- 2015: Ludwigsburg Sinfonie
- 2016: Einsamkeit, viersätzige Gedichtvertonung nach Paul Celan für Orchester, Sopran und Mezzosopran
- 2024: Zeitenwende, Konzert für Altsaxophon und Orchester[11]
- 2024: Elegy for Strings[2]

### Kammermusik
- 2020: Andante, für Altsaxophon und Piano[12]
- 2025: Six thoughts on the world, für Cello and Piano[13]

### Filmografie
- 2013: Ohne Worte. Kurzfilm[14]
- 2014: Mein kleiner Freund aus Federn. Kurzfilm
- 2015: Sieben Schwestern. Dokumentarfilm[15]
- 2016: Um uns die Welt – Osteuropäische Wanderarbeiter in Deutschland. Dokumentarfilm[16]
- 2016: Entgleist. Kurzfilm[17]
- 2016: Attraction. Experimenteller Tanzfilm
- 2016: Ludwigsburg Sinfonie. Dokumentarischer Stummfilm[18]
- 2017: L’Aria del Moscerino. Animationsfilm[19]
- 2018: C4RE. Animationsfilm
- 2018: Das Duett. Weltweit erstes Dolby-Atmos-Hörspiel[20]
- 2018: Identitätsschlüssel Kulturerbe. Reportage
- 2020: Friedemann Vogel – Verkörperung des Tanzes. Dokumentarfilm[21]
- 2021: Dear Future Children. Dokumentarfilm[22]
- 2023: Anselm – Das Rauschen der Zeit. Dokumentarfilm
- 2023: Die Kinder aus Korntal. Dokumentarfilm[23]
- 2024: Black Water Green Gold. Dokumentarfilm[24]

### Theater
- 2016: Story Offenburg[25]
- 2017: Wahlfrisur[26]
- 2017: Erinnerungen an den 9. November, die Tagebücher Victor Klemperers (Uraufführung in der Gedenkstätte Salmen, Offenburg)[27]
- 2018: Der Goldne Topf – nach E.T.A. Hoffmann (Uraufführung am Theater Freiburg im Breisgau)[28][3]

### Tanz
- 2021: Hoomans (Uraufführung im Württembergischen Kunstverein Stuttgart)[29]
- 2024: Ken | כן (Uraufführung im FITZ Stuttgart)[30]
- 2025: Body that Stands (Uraufführung im Theater Rampe Stuttgart)[31]

## Auszeichnungen
- 2018: Deutscher Filmmusikpreis, Beste Musik in einem Kurzfilm (nominiert)[32]
- 2021: Filmfestival Max Ophüls Preis, Beste Musik in einem Dokumentarfilm (nominiert, mit Hannes Bieber)[33]
- 2021: Naturvision Filmmusikpreis, mit Hannes Bieber[34]
- 2023: Rolf-Hans Müller Preis (nominiert)[35]
- 2023: IDA Documentary Awards, Best Original Music Score[36]
- 2024: Cinema Eye Honors Awards, Outstanding Original Score (nominiert)[10]